# Henri-Joseph Dulaurens
Henri-Joseph Dulaurens, auch Du Laurens, eigentlich Laurens (* 1719 in Douai; † 17. August 1793 in Mainz) war ein französischer Abbé, Schriftsteller und Philosoph.
Als Grenzgänger der Aufklärung gehört Dulaurens zu den geheimnisumwittertsten und skandalträchtigsten Autoren der Literaturgeschichte: Aufgrund seiner radikal antiklerikalen, nicht selten auch erotisch-pornografischen Schriften wurde er von seinen Gegnern des Deismus oder Atheismus sowie der Unmoral und Obszönität bezichtigt. Seine Schriften wurden allesamt heimlich und unter vielfältigen Pseudonymen gedruckt. Sie wurden sogleich nach ihrem Erscheinen verfolgt. Die Autorschaft mancher Werke konnte erst in den vergangenen Jahren geklärt werden.

## Leben

### Jugend
Dulaurens wurde 1719 als zweiter Sohn des Regimentschirurgen Jean-Joseph Dulaurens und der Marie-Joseph Menon, einer Frau aus einfachem Bürgerhaus, geboren. Während seinem Bruder André als Marinearzt, Bürgermeister und Generalleutnant der Polizei von Rochefort eine bürgerliche Karriere machte, war Dulaurens für die geistliche Laufbahn vorbestimmt. Die Eltern gaben ihn gegen Ende des Jahres 1736 ins nahegelegene, von den Jesuiten geleitete Collège von Anchin. Am 11. November 1737 legte er die Ordensgelübde ab. Dulaurens studierte Theologie und Literatur, hatte aufgrund seines unfügsamen, eigensinnigen Wesens aber manche Züchtigung zu ertragen.

### Priesterweihe und Flucht
Für 1743 ist der erste Prozess gegen Dulaurens dokumentiert. Sein Pamphlet La vraie origine du Géan de Douay en vers françois hatte eine in Douai traditionelle Prozession aufs Korn genommen und der Lächerlichkeit preisgegeben. Ein dieser Schrift angehängter Discours sur la beauté où l'on fait mention des belles de cette ville beschränkt sich nicht auf das Lob der Schönheit, sondern mündet in eine Anklage des Klosterlebens: „Seit meinen frühesten Jahren lebte ich in euren höllischen Schranken; konnte ich je ein Vergnügen kosten? In einem Kloster kann man nichts anderes finden als Ränke, beschönigende Gehässigkeiten und Brüder, die sich zu ärgern suchen.“ Das Pamphlet wurde verboten, der Drucker gebüßt und mit Berufsverbot belegt. Dulaurens erhielt eine Busse von 50 Livres. Trotzdem erhielt er 1744 die Priesterweihen und stand sogar als Prior dem Trinitarier-Orden der Mathuriner in Douai vor.
Um die Mitte des 18. Jahrhunderts waren viele religiöse Orden im Niedergang begriffen, eine moralische Auflösung hatte eingesetzt. Weder der Trinitarier-Orden von Douai noch sein Prior Dulaurens blieben davor verschont. In den Chroniken der Stadt war letzterer durch seine Ausschweifungen und allzu freien Schriften notorisch. 1752 brannte Dulaurens mit einer Nonne des Klosters Saint-Julien durch. Die Gendarmerie versuchte zwar, die Verfolgung der Flüchtigen aufzunehmen, doch sie waren nicht mehr aufzufinden. Die Spur des Abbé Dulaurens verliert sich. Während der folgenden Jahre dürfte er wohl quer durch Frankreich gereist sein.

### Produktive Jahre
1761 lässt sich die Spur in Paris wieder aufnehmen. Émile Henriot schreibt dem Abbé Dulaurens für dieses Jahr die Fortsetzung von Voltaires Candide zu: Candide, seconde partie. Sein Name wird jedoch vor allem im Zusammenhang mit Les Jésuitiques, einer Generalabrechnung mit dem Jesuitenorden, genannt. Dulaurens traf damit den Nerv der Zeit. „Unwille über die jesuitischen Beichtväter des Absolutismus, Missbilligung der Moraltheologie und des Laxismus der Jesuiten von seiten der Jansenisten, Ablehnung der jesuitischen Disziplin, ihrer Ausbildung und ihrer Schulen, ihres ultramontanen und im Wesen nicht nationalen Geistes und ihres Missionseifers mit all seinem teils lächerlichen, teils bedrohlichen Treiben schwelten schon lange.“ (Schnelle) Das Werk orientiert sich an den Philippiques des Frühaufklärers Joseph de Lagrange-Chancel. In vier Oden werden die Jesuiten angeklagt und der Lächerlichkeit preisgegeben. Das Buch wurde verboten, die Anerkennung der literarisch tonangebenden Aufklärer blieb ihm weitgehend versagt. Es handle sich um eine „Sammlung von Beleidigungen und Plattheiten, die niemand hat sehen wollen, obschon man dem Verfasser die Ehre erwies, sie zu unterdrücken“, schrieb Friedrich Melchior Grimm.
Aus Furcht, verhaftet zu werden, verließ Dulaurens im August 1761 Paris und begab sich über Brüssel nach Amsterdam, wo er im Buchhändler Marc-Michel Rey einen Abnehmer seiner Schriften fand. Mehr Anerkennung als die deftige Satire über die Jesuiten fand das Gedicht Le balai, das er zusammen mit seinem Freund Marc-Ferdinand Groubentall de Linière verfasste. Mehrere Personen sind der Meinung, dieses Poème héroï-comique stamme wohl aus der Feder von Voltaire, hatte dieser mit seiner Pucelle d'Orléans der Gattung doch eben erst frischen Wind eingeblasen. Die jesuitische Visitierung eines jansenistischer Umtriebe verdächtigten Frauenklosters diente Dulaurens als Aufhänger für eine Satire auf die Konflikte beider Parteien und auf das Mönchswesen an sich. Mit Le balai mischte sich Dulaurens jedoch auch in den philosophischen Diskurs ein, indem er die führenden Geistesgrößen der Zeit in einem Reigen Revue passieren lässt. Seine Stellungnahme für die Philosophes macht das Gedicht zu einem ernstzunehmenden Beitrag zur Aufklärung.
Mit L’Arretin, ebenfalls in Amsterdam erschienen, folgte 1763 ein Sammelsurium, dessen Themenvielfalt sich vom Ackerbau und der Kindererziehung über den Zölibat bis zur Nützlichkeit des Lasters erstreckt. „Ich habe die Arbeit in Eile verfasst wie alle meine Erzeugnisse. Ein Mensch, dem es an Brot mangelt, hat keine Zeit, seine Arbeit noch einmal zu lesen“, so Dulaurens. Den Namen des Aretino habe er dem Werk gegeben, weil dieser satirische Autor niemanden in seinem Jahrhundert geschont habe. Mit Hohn spart der Abbé also auch hier nicht. Gleichwohl behandelt er hier eine Fülle ernsthafter Fragen und erörtert konkrete Probleme des Tages, bemüht, die Theorie in den Dienst einer gesellschaftlichen Praxis zu stellen.
La chandelle d’Arras von 1765 ist eine „unbändige Profanierung des Mirakeltreibens der katholischen Kirche“ (Schnelle). Die Arbeit sei der Pucelle von Voltaire nachgeäfft und zeige keinerlei Erfindungsgabe, urteilte Louis Petit de Bachaumont. Sie sei übersät mit pietätlosen und verleumderischen Anmerkungen oder doch wenigstens mit satirischen. All diese Qualitäten machten sie außerordentlich gesucht.
Nicht weniger gesucht ist der 1765 erschienene Roman Imirce ou la Fille de la Nature, die Geschichte eines Mädchens, das mit einem gleichaltrigen Gefährten, jedoch ohne Kontakt mit der Außenwelt in einer Höhle aufgezogen wird. Im Alter von 22 Jahren, mittlerweile dreifache Mutter, tritt es erstmals in die Welt ein. Die zentrale Problematik des Romans ist die Sozialisation der bis dahin isoliert aufgewachsenen Imirce und das durch diese Situation freigesetzte gesellschaftskritische Potential. Unwissend und naiv, aber auch frei von Vorurteilen reagiert Imirce mit Erstaunen und Empörung auf die Absurdität und Ungerechtigkeit der gesellschaftlichen Realität. Dass das Werk auch als scharfe Abgrenzung zu Rousseau und seinem Emile gedacht ist, wird von manchem Gegner, der sich am frivolen Geist stört, wohl geflissentlich übersehen.
Als Dulaurens Hauptwerk gilt Le Compère Mathieu, veröffentlicht 1766 in Holland. Der Roman beschreibt die Reise einer Gruppe von fünf Personen, angeführt vom Compère Mathieu und vom Père Jean. „Der Gevatter Mathieu ist ein Schelm, der sich mit einem anderen Schelm zusammentut, und diese beiden sind Philosophen und rechtfertigen ihre Streiche mit moralischen Erwägungen, die den Schriften der berühmtesten französischen Philosophen entnommen sind. (…) Auf seinem Weg begegnet der Gevatter Mathieu einem dritten Gauner, Spanier und gläubig, der sich alle möglichen Schändlichkeiten erlaubt, ohne jemals die Praktiken der Religion zu verfehlen“, fasst Grimm die Handlung knapp zusammen. Das Buch ist ein pikareskes Panoptikum der Zeit. Die unterschiedlichen, mitunter höchst radikalen Auffassungen und Meinungen der einzelnen Gruppenmitglieder werden während der Weltreise immer wieder an der Realität gemessen. Erzählt wird aus der Sicht von Jérôme, der im Gegensatz zu seinen Gefährten eine weniger radikale Sicht einnimmt und stets versucht, einen Mittelweg zwischen den Extrempositionen zu finden. Indem Dulaurens aufzeigt, wie sich die Unmoral theoretisch verbrämen und rechtfertigen lässt, zeigt er die Gefahr jeglicher Theorie, die auf dem Wortlaut beharrt, und führt das menschliche Denken an seine äußersten Grenzen – ad absurdum. Dass er sich mit dem Roman wiederum den Vorwurf der Libertinage und Sittenlosigkeit einhandelte, ist nicht zu vermeiden. Le Compère Mathieu hat über die Jahre jedoch eine beeindruckende Auflagenzahl erlebt und das freidenkerische Milieu in Frankreich und Deutschland gleichermaßen beeinflusst. Der Roman gilt zudem als ein wichtiger Vorläufer zu Diderots berühmtem Roman Jacques le fataliste.

### Prozess und Kerkerhaft
Einige weitere Schriften, darunter L'Antipapisme révélé, folgten, doch Dulaurens erlebte ihre Publikation nicht mehr als freier Mann. Anfang 1766 wurde er in Frankfurt verhaftet. Ein Frankfurter Buchhändler, der La chandelle d’Arras und Imirce verkauft hatte, war zum Verhör vorgeladen worden und hatte Dulaurens’ Aufenthaltsort verraten. Völlig verlumpt wurde dieser aufgegriffen, sein Zustand war erbärmlich. Dulaurens verweigerte die Aussage und verlangte, vor einen kirchlichen Richter gestellt zu werden, etwa vor den Erzbischof von Mainz, damals Emmerich Joseph von Breidbach zu Bürresheim. Eigentlich musste er wissen, dass er von einem Kirchengericht weniger nachsichtig behandelt worden wäre. Die Mainzer bemühten sich tatsächlich, den Fall an sich zu reißen, was ihnen trotz anfänglichem Widerstand der Frankfurter auch gelang. Am 26. November 1766 wurde Dulaurens in Mainz eingesperrt, am 31. August 1767 der Blasphemie für schuldig befunden und zu lebenslanger Kerkerhaft verurteilt. Während des Prozesses gab er nicht nur bereitwillig Auskunft über die Drucker und Publikationsorte seiner Werke, er bekannte auch, ein sündhaftes Leben geführt zu haben und distanzierte sich von seinen Schriften. Er könne sie nicht rechtfertigen, sondern verurteile sie und habe sie nur zum Broterwerb geschrieben. Nach mehr als zwanzig Jahren im Gefängnis von Mainz wurde er 1788 ins Priesterhaus Marienborn überführt, wo er jedoch verwahrt blieb. 1793 starb der Gefangene schließlich in geistiger Verwirrung.

## Einordnung
Ein authentisches Porträt von Dulaurens existiert nicht. Eine ungesicherte Radierung als Frontispiz von einer Ausgabe Balai von 1791 ist das einzige bekannte Bildnis. Eine Charakteristik seiner Persönlichkeit hat jedoch sein Freund Groubentall de Linière geliefert: „Er ist dick, klein, beleibt, hat ein großes und volles Gesicht, ein echter Mönch in Fett gebettet; kein Äußeres, keine Physiognomie, kein Geist, kein Gesicht, alles steckt drinnen: das Herz nach der Art seines Landes und seines Standes, verschlossen, schwierig, misstrauisch, verschlagen; ein Freund, wenn es sein muss, dienstfertig, ohne Verbindlichkeit, hilfsbereit bis zu seiner Börse, aber ausschließlich in seinem eigenen Interesse; keine gesellschaftlichen Qualitäten: Hemmungen, Schroffheit, Verwirrung stiftend, niemals den richtigen Ton findend, ohne jede Schlagfertigkeit, keinerlei einnehmendes Wesen; streitsüchtig, maulend, unzufrieden, völlig hypochondrisch bis zu Hirngespinsten; Projekte auf Projekte, eine ewige Unbeständigkeit, ein Diogenes im Wollgewand, er isst nur, um zu leben, bemüht sich weder um Galanterie noch um Anmut, er begehrt die Frauen und macht sie dann schlecht; er hat einen feurigen und erstaunlich grotesken Geist – und was noch? Er kennt Gott nur vom Hörensagen.“
Dulaurens gehörte wie seine Freunde de Linière oder Jean-Henri Maubert de Gouvest zu einer Gruppe rangniederer, plebejischer Autoren, die um die Mitte des 18. Jahrhunderts den Kampf gegen Kirche, Intoleranz, Aberglauben, Machtmissbrauch und Willkür jeder Art mit rebellisch-drastischen Schriften führten. Wer von der bonne compagnie, der literarischen, den aufklärerischen Vernunftgedanken vorwärtstreibenden Gesellschaft, ernst genommen und akzeptiert werden wollte, konnte allerdings nicht umhin, sich statt polternd-impertinenter Suaden eines gemäßigt subtilen Ausdruckes zu bedienen. Schließlich ging es den Aufklärern nicht nur um Kritik und Anwurf, sondern ebenso um eine verfeinernde Bildung des Menschen. Dulaurens dagegen war zu sehr empörter, unbequemer Unruhestifter, als dass er dieser Forderung entsprochen hätte.
Vielen Zeitgenossen erschien der ehemalige Mönch lediglich als Kauz mit etwas Geist und Gelehrigkeit. Als ernsthafter Denker wurde er, nicht zuletzt aufgrund seiner Unbotmäßigkeiten, nur widerwillig wahrgenommen, eine Skepsis, die auch im 20. Jahrhundert anhält. „Es scheint uns merkwürdig, dass der skandalöse Autor des Arétin moderne und des Compère Mathieu ein wahrer Philosoph sein soll“, schrieb zum Beispiel Paul Vernière 1954. Vermeint man in einer anonymen Schrift eine gewisse Qualität festzustellen, so wird der Name Dulaurens im Rahmen der Spekulationen über den Autor oft nur zögerlich genannt. Vernière etwa traute dem Abbé nicht zu, sich mit Spinoza auseinandergesetzt zu haben.
So groß die Vorbehalte durch die bonne compagnie, so groß die Anziehung durch die jungen Leute und die Freigeister. „Der Büchermarkt nahm übrigens die Erzeugnisse aus der Feder dieser zur Philosophenpartei gehörenden Rangniederen außerordentlich willig auf.“ (Schnelle) Gerade die bisweilen auch zotige Volkstümlichkeit, der es weniger um stringente Gedankenführung denn um witzige Plaudereien geht, machte den Erfolg bei jenen Kreisen aus, die mit der Aufklärung Fühlung aufnahmen. Dulaurens' Schriften leisteten durch ihre beachtliche Breitenwirkung nicht nur der Aufklärung Vorschub, sondern bereiteten durch ihre Ablehnung von Feudalismus und Ancien Régime auch der Revolution den Boden.
„Man kann jedoch nicht umhin festzustellen, dass es dem Verfasser nicht an Talent gemangelt haben würde, wenn er es im Verkehr mit der bonne compagnie hätte kultivieren können“, vermerken Grimm und Diderot in ihrer Correspondance über Dulaurens. Einen gewissen Respekt für seinen Witz zollte man ihm selbst dann, wenn man seine Werke als zu gotteslästerlich, unanständig oder obszön ablehnte. Man sah in ihm durchaus so etwas wie einen Verbündeten im Dienst der Aufklärung.
Selbst Voltaire, der die Autorschaft gewagter Schriften gerne durch ausgeklügelte Versteckspiele verschleierte, behauptete, um der Verfolgung zu entgehen, sein Werk L’ingénu stamme aus der Feder von Dulaurens. Im Zuge der Spekulation über den Verfasser von Dulaurens’ klandestinen Schriften wurde umgekehrt nicht selten der Name Voltaire ins Spiel gebracht.
Dulaurens bekannte sich zu Voltaire als einem seiner Vorbilder hin zu einem säkularisierten Denken. Rebell, der er war, schreckte er allerdings auch nicht vor spöttischer Kritik an der durch Voltaire geradezu mustergültig verkörperten Aufklärung und ihrer eigenen Orthodoxie zurück. Schnelle bezeichnete den Abbé als „Autor, dessen Versuch, sich nicht nur von der Religion, sondern auch von der Philosophengesellschaft zu emanzipieren, schlechthin exemplarisch ist. Der Begriff des aufklärerischen Philosophen wird in ein neues Kampffeld gerückt. Das ‚Hinausgehen‘ über Rousseau und die Weiterführung voltairianischer Gesinnung stellt sich freilich nicht sehr erhaben dar.“ 

## Werke
- 1743: La vraie origine du Géan de Douay en vers françois, suivie d'un discours sur la beauté où l'on fait mention des belles de cette ville, ohne Ort (Douai).
- ohne Datum: La Thérésiade ou le charivari de S. Thomas. poëme héroï-comique, Douai (Dulaurens zugeschrieben).
- 1750: Essai sur la préférence des Cadets aux Aînés, Genève (Douai).
- 1759: Mémoire pour servir à la béatification d’Abraham Chaumeix, Amsterdam (Paris) (Dulaurens zugeschrieben).
- 1761: Candide, seconde partie, Paris (Dulaurens zugeschrieben).
- 1761: Les Jésuitiques (enrichies de notes curieuses pour servir à l'intelligence de cet ouvrage), Rome (Paris).
- 1761: Le Balai, poème héroï-comique en XVIII chants, Constantinople (Amsterdam).
- 1763: L'observateur des Spectacles ou Anecdotes théâtrales, Amsterdam, (journalistische Publikation: 13 Ausgaben).
- 1763: L'Arretin ou la Débauche de l'esprit en fait de bon sens, Rome (Amsterdam); 1773: erneut erschienen unter dem Titel L'Arretin moderne.
- 1765: La Chandelle d'Arras, poème héroïque en XVIII chants, Berne; 1766: wieder herausgegeben unter dem Titel Estrenes aux gens d'Eglise, ou la chandelle d'Arras, Arras.
- 1765: Imirce, ou la Fille de la Nature, Berlin (La Haye).
- 1765: Le Dictionnaire de l'Esprit. (unveröffentlichtes Manuskript).
- 1765: L'évangile de la raison, ouvrage philosophique, ohne Ort (in Gallica Dulaurens zugeschrieben).
- 1766: Le Compère Mathieu ou les Bigarrures de l'esprit humain, Londres (Amsterdam). 1988: bisher letzte deutschsprachige Ausgabe unter dem Titel Mathieu oder Die Ausschweifungen des menschlichen Geistes. Aus dem Französischen von Johann Zacharias Logan, verlegt bei Franz Greno, Nördlingen, Reihe Die Andere Bibliothek.
- 1767: Les Abus dans les cérémonies et les mœurs, Genève, erneut erschienen (in Wahrheit wahrscheinlich erste Erscheinung) unter dem Titel: 1765: La Vérité, Vertu et Vérité, Le cri de Jean-Jacques et le mien, Pékin (wohl erste Ausgabe).
- 1767: L'Antipapisme révélé ou les Rêves de l'antipapiste, Genève.
- 1767: Je suis pucelle, histoire véritable, La Haye.
- 1770: Le Portefeuille d'un Philosophe, ou mélange de pièces philosophiques, politiques, critiques, satiriques et galantes, Cologne (wohl Ausgabe von Dulaurens).